# Didymiaceae
Didymiaceae zijn een familie van plasmodiale slijmzwammen (Myxogastria). De familie is wetenschappelijk beschreven door Cookie en werd in voor het eerste geldig gepubliceerd in 1877.
De familie omvat de volgende geslachten (stand 2019):
- Diderma Pers.
- Didymium Schrad.
- Lepidoderma de Bary
- Leptoderma G. Lister
- Mucilago Battarra
- Trabrooksia H.W. Keller (onzeker, maar mogelijk een vorm van Didymium)

## Voorheen in deze familie
- Diachea (neemt vermoedelijk een plaats in aan de basis van de Physarales)